# Върби в Кяжна
„Върби в Кяжна“ е картина на румънския художник Штефан Лучиан (1868 – 1916) от 1905 г.
Картината е нарисувана с маслени бои върху платно и е с размери 45,8 x 55 cm. „Върби в Кяжна“ е една от най-значимите творби на Штефан Лучиан, популярен с множеството си пейзажи, създадена в периода му на зрялост. Тя е нарисувана за един ден в района на село Кяжна, окръг Илфов, Югоизточна Румъния. Характеризира се с голяма хармонична жизнерадост, като най-ярките цветове са поставени в общ пламък, а гъстата боя създава удивителен отразяващ блясък. Стилът на рамкирането наподобява този на импресионистите. Цветното емайлиране е кристално чисто, дори блестящо в тъмните цветове, контрастиращите обеми и задълбочаване на затвореното пространство.
Картината е част от колекцията на Музея на изкуствата в Клуж Напока, Румъния.